# Chroogomphus
Chroogomphus (Schaeff.) O.K. Mill. (klejek) – rodzaj grzybów z rodziny klejówkowatych.

## Charakterystyka
Grzyby mykoryzowe. Kapelusze mięsiste, filcowate lub lepkie, ale nie śluzowate. Osłona całkowita włóknista, ale nie śluzowata. Blaszki zbiegające. Trzon centryczny, pełny. Miąższ pomarańczowy, po uszkodzeniu czerwieniejący. Zarodniki wrzecionowate i wydłużone, wysyp zarodników czarny lub oliwkowoczarny.

## Systematyka i nazewnictwo
Pozycja w klasyfikacji: Gomphidiaceae, Boletales, Agaricomycetidae, Agaricomycetes, Agaricomycotina, Basidiomycota, Fungi (według Index Fungorum).
Takson utworzył w 1774 r. Jacob Christian Schaeffer, nadając mu nazwę Agaricus rutilus. Obecną, uznaną przez Index Fungorum nazwę, nadał mu w 1964 r. Orson Knapp Miller, przenosząc go do rodzaju Chroogomphus.
Polską nazwę podali Barbara Gumińska i Władysław Wojewoda w 1983 r. W polskim piśmiennictwie mykologicznym gatunek ten opisywany był też pod nazwami: bedłka, czop i klejówka. Synonimy łacińskie: Brauniellula A.H. Sm. & Singer, Gomphidius subgen. Chroogomphus Singer.
Gatunki występujące w Polsce:
- Chroogomphus helveticus (Singer) M.M. Moser 1967 – klejek alpejski
- Chroogomphus rutilus (Schaeff.) O.K. Mill. 1964 – klejek czerwonawy

Nazwy naukowe na podstawie Index Fungorum. Wykaz gatunków i nazwy polskie według Władysława Wojewody..